# Stina Nilsson
Stina Nilsson (Malung, 24 de junho de 1993) é uma esquiadora sueca, especialista em esqui de fundo.

Atualmente representa o IFK Mora SK (Suécia).

Conquistou uma medalha de ouro nos Jogos Olímpicos de Inverno de 2018.